# Dapoxétine
La dapoxétine est un composé organique de la classe des inhibiteurs sélectifs de la recapture de la sérotonine (ISRS) mais sans effet anti-dépresseur.
Il s'agit à ce jour du seul médicament spécifiquement développé pour traiter l'éjaculation précoce, chez les hommes adultes âgés de 18 à 64 ans, et qui bénéficie d'une autorisation de mise sur le marché pour cette indication.
Elle permet de multiplier le temps avant éjaculation par trois ou quatre.
Contrairement aux autres ISRS utilisés dans cette indication en dehors de toute autorisation, le délai d'action très court (de l'ordre de 60 minutes) permet sa prise à la demande, peu avant le rapport sexuel, plutôt qu'en prise chronique. La durée d'action, elle, varie entre 6 et 8 heures.
Il ne doit pas être pris plus d'une fois par 24 heures. La posologie initiale est de 30 milligrammes par jour. La posologie sera augmentée à 60 milligrammes par jour en cas d'inefficacité du premier dosage.
Depuis 2009, le Priligy a été autorisé à la vente en Europe dans plusieurs pays dont l'Allemagne, l'Espagne, la Finlande, l'Italie et la Suède.
Désormais disponible en France sur ordonnance mais non remboursé, Priligy se présente en boite de 3 et 6 comprimés dosés à 30 milligrammes ou 60 milligrammes. Le prix conseillé en France est de 8 à 9 euros pour un comprimé.
D'importantes campagnes promotionnelles ont été lancées dans plusieurs pays dont la France, alors que plusieurs revues mettent en garde contre son efficacité limitée et ses effets secondaires non négligeables, prescrire.org écrit notamment : « Dans l'éjaculation précoce, la balance bénéfices-risques de la dapoxétine est défavorable. La prise de dapoxétine par le partenaire masculin avant l'acte sexuel apporte peu de progrès notable. Dans les essais cliniques, environ 1 homme sur 3 et 1 femme sur 5 ont ressenti une amélioration ne serait-ce que légère, au-delà de l'effet placebo. »

## Noms commerciaux
- Priligy (fabriqué par les laboratoires Janssen-Cilag (en))
- Kutub
- Duratia
- Poxet
- Durjoy (fabriqué par les laboratoires Hikma)

## Efficacité
La dapoxétine a fait l'objet d'un vaste développement clinique sur plusieurs milliers de patients qui a confirmé son efficacité aussi bien sur le temps avant éjaculation que sur des critères de satisfaction des hommes (amélioration de la confiance en soi, diminution de la souffrance et de l'anxiété) et du couple (amélioration des relations).

## Contre-indications médicamenteuses
La dapoxétine n’est pas destinée aux hommes bipolaires, souffrant de troubles maniaques, épileptiques ou convulsifs. Par ailleurs, le traitement n’est pas recommandé aux hommes souffrant d’une maladie de cœur (insuffisance cardiaque ou troubles du rythme cardiaque) ou de foie, ou suivant un traitement pour la schizophrénie, la dépression, un trouble bipolaire ou des migraines (triptans) à cause de la possible survenue d'un syndrome sérotoninergique. Il est contre-indiqué aux hommes ayant des antécédents d'évanouissements.
Enfin, la dapoxétine n’est pas compatible avec l’antibiotique linézolide, l’analgésique tramadol, le somnifère tryptophane, le millepertuis ou tout autre médicament augmentant les niveaux de 5HT, par exemple les antimigraineux de la classe des triptans, les antidépresseurs de la classe des ISRS ou de la classe des inhibiteurs de la recapture de la sérotonine et de la noradrénaline.
Pour le moment, la prise concomitante avec un traitement de la dysfonction érectile (IPDE5) est déconseillée, mais une étude de phase III montre que l’association de la dapoxétine avec un traitement de la dysfonction érectile pourrait être sans danger, occasionnant tout de même des effets secondaires — nausées, maux de tête, diarrhée, vertiges, etc. — chez près de 30 % des utilisateurs.

## Effets secondaires
Contrairement à d'autres ISRS, la durée de l'effet est beaucoup plus courte, puisque les substances ne restent plus longtemps dans le corps, les risques d'effets secondaires peuvent être considérablement réduits.
Les principaux effets secondaires qui peuvent apparaître sont nausées, vertiges, migraines, maux de ventre ou troubles digestifs, diarrhées et insomnie. Les effets indésirables associés à la classe des ISRS n’ont pas été constatés sous dapoxétine. En particulier, pas de risque suicidaire lié au traitement, pas de troubles de l’humeur cliniquement importants.
Il peut aussi apparaître des accès d’agressivité, des syndromes sérotoninergiques, des syncopes mais ces effets sont rares et la balance bénéfice/risque est négative pour certains.
Des troubles sexuels peuvent également apparaître : moins de 1 % des patients ont constaté une baisse de la libido et moins de 4 % ont vu apparaître des dysfonctions érectiles.
Certains symptômes de sevrage existent parfois, mais dans une bien moindre mesure qu'avec d'autres ISRS,.